# 维也纳 (西弗吉尼亚州)
维也纳是美国西弗吉尼亚州伍德县俄亥俄河畔的一座城市，属于帕克斯堡的一个郊区，2000年人口10,861，是帕克斯堡-玛丽埃塔-维也纳都会区的第三大城市。该城在1935年设市，根据弗吉尼亚州的同名城市命名。